# Казковий Яр (заказник)
Казковий яр - ландшафтний заказник місцевого значення в Україні. Розташований у Васильківській міській громаді Обухівського району Київської області між містом Васильків та селом Велика Бугаївка. 
Статус присвоєно рішенням Київської обласної ради від 21.03.2023 № 523-16-VIII. Площа - 169 га. Перебуває у віданні Васильківської міської громади.

## Природоохоронна цінність
Статус присвоєно для збереження яружно-балкової системи зі стрімкими схилами, висота яких подекуди сягає 30 метрів, де збереглася природна типчаково-ковилова степова рослинність. 
За фізико-географічним районуванням України заказник належить до Київської височинної області Дніпровсько-Дністровської підпровінції лісостепової недостатньо зволоженої теплої зони. 
На території заказника охороняються види комах, занесені до Червоної книги України: вусач мускусний (Aromia moschata), стафілін волохатий (Emus hirtus), вусач земляний-хрестоносець (Dorcadion equestre), ксилокопа звичайна (Xylocopa valga), сколія-гігант (Megascolia maculata), совка розкішна (Staurophora celsia).

## Туризм та рекреація
Казковий яр є популярним місцем відпочинку, майданчиком для кінозйомок та фотосесій. Зокрема, тут проводились зйомки фільмів "Толока" і "Захар Беркут", телесеріалу "І будуть люди", кліпу Джамали та Pianoбоя на пісню "Ендорфіни". 

## Назва
Місцеві називають це місце Діденцевим проваллям від прізвища людини, яка колись мала у власності поля у цій місцевості. А назва Казковий Яр з’явилась нещодавно, завдяки неймовірній красі місцевості.

## Фауна
У цих ярах мешкають такі звірі: зайці,лисиці, куниці,  дикі свині, лосі, козулі, вовки. Бачили також вужів, ящірок та гадюк. Також тут мешкає багато видів птахів: жайворонок, щиглик, горобець, ворона, крук, галка, сорока, синиця мала і велика, дикий голуб, соловей, малинівка, сова, ластівка, лелека, дятел, шуліка, сорокопуд, зозуля, шпак, снігур, одуд, сойка, кулик, чайка.

## Екологічні загрози
У безпосередній близькості до заказника існує проєкт будівництва асфальтобетонного заводу, що загрожує збереженню екосистем заказників "Казковий Яр" та "Васильківські Карпати".